# Canon EOS 10D
La Canon EOS 10D, Es una cámara réflex descontinuada de 6.3 megapíxeles, inicialmente anunciada el 27 de febrero de 2001. Reemplazó la Canon EOS D60, la cual también es una DSLR de 6.3 megapíxeles. La 10D fue sucedida por la EOS 20D en agosto de 2004.
Aunque tuvo un sensor APS-C, la 10D fue introducida antes de que la montura EF-S fuera introducida, por lo que no aceptó lentes de esta montura.
La 10D captura imagen RAW bajo el formato CRW de Canon, el cual no se usa en la actualidad, aunque los modelos digitales modernos de Canon pueden leerlas.
Cuando se lanzó al mercado, la 10D tuvo un precio recomendado de $1,999.

## Comparada a la D60
La 10D tuvo la misma resolución de 6.3 megapíxeles de la D60, con un rango de ISO expandido. También conservó compatibilidad con el battery grip BG-ED3, el cual se introdujo con la EOS D30 y continuó con la D60, aunque hubo numerosos cambios:
- Sistema de autoenfoque de 7 puntos, mayor a los 3 puntos de la D60.
- Cuerpo de aleación de magnesio
- Soporte de FAT32 para tarjetas CompactFlash mayores a 2 GB de capacidad
- Un nuevo procesador de imagen (DIGIC)
- ISO extendido desde 100 a 1600, con ISO 3200 disponible por la activación de funciones adicionales
- Sensor de orientación que gira de forma automática la fotografía luego de tomada
- 8 idiomas nuevos en el menú del sistema